# Петри, Луис
Луис Альфонсо Петри (исп. Luis Alfonso Petri; род. 1 апреля 1977) — аргентинский политик, занимающий пост министра обороны Аргентины с 2023 года при президенте Хавьере Милее. Ранее, с 2013 по 2021 год, он был национальным депутатом, избранным в провинции Мендоса. До того, как стать членом Национального конгресса, он был членом законодательного собрания Мендосы с 2006 по 2013 год.
Петри был напарником Патрисии Буллрич на президентских выборах 2023 года, баллотировался в составе списка «Сила перемен» коалиции «Хунтос пор эль Камбио», заняв третье место в первом туре.

## Ранняя жизнь и образование
Родился 1 апреля 1977 года в Сан-Мартине, Мендоса. Он изучал юриспруденцию в Национальном университете побережья (UNL), позже работал частным юристом в собственной фирме.

## Политическая карьера
Петри начал заниматься политикой как член радикальной партии «Хувентуд», молодежного крыла Радикального гражданского союза (UCR). В 2003 году был избран вице-президентом радикальной партии «Мендоса Хувентуд», а с 2003 по 2006 год был законодательным секретарём сената провинции Мендоса.
На выборах в законодательные органы провинции в 2005 году он баллотировался в Палату депутатов по разделу II в составе списка UCR и был избран, набрав 33,90 % голосов. Он вступил в должность 1 мая 2006 года. Он был переизбран на второй срок в составе списка Федерального гражданского фронта на выборах 2009 года, набрав 51,76 % голосов. Во время своего пребывания в законодательном органе провинции он специализировался на вопросах безопасности и правопорядка, являясь автором законопроекта, предусматривающего отмену наказания за преступления с отягчающими обстоятельствами.
На парламентских выборах 2013 года Петри баллотировался на одно из мест Мендосы в Палате депутатов Аргентины. Он был третьим кандидатом в списке UCR, после Хулио Кобоса и Патрисии Хименес, и был избран с 47,69 % голосов. Он был переизбран в 2017 году в составе коалиции Cambiemos.
Будучи народным депутатом, Петри входил в состав парламентских комиссий по внутренней безопасности, профилактике наркомании и контролю за незаконным оборотом наркотиков, транспорту, связи и информации, уголовному законодательству, правосудию и общему законодательству. Он был вторым вице-президентом Палаты с 2017 по 2019 год.
Он дважды голосовал против легализации абортов в Аргентине: в 2018 и 2020 годах.
В 2023 году баллотировался от партии «Хунтос пор эль Камбио» на пост губернатора Мендосы, соперничая с бывшим губернатором и коллегой по UCR Альфредо Корнехо. Он получил 17,4 % голосов ПАСО против 26,7% Корнехо. 22 июня 2023 года претендент на пост президента Патриция Булрич из партии «Республиканское предложение» объявила, что Петри будет её напарником на президентских выборах 2023 года в составе списка «Сила перемен» коалиции «Хунтос за эль Камбио».

## Личная жизнь
У Петри есть один ребёнок. С 2021 года он состоит в отношениях с журналисткой и телеведущей Telefe Кристиной Перес.